# Futebol em cadeira motorizada

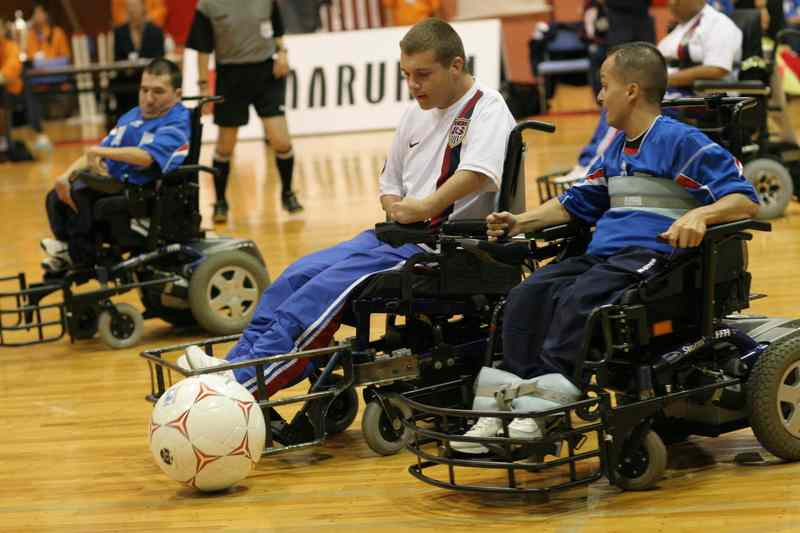
Futebol em cadeira motorizada

Futebol em cadeira motorizada (power soccer em inglês) é uma modalidade de futebol desenvolvida para deficientes físicos. Trata-se de futebol jogado sob cadeiras de rodas elétricas. Surgiu nos anos 70 na Europa. Joga-se numa quadra de basquete, numa equipe com 4 jogadores. As cadeiras são equipadas com proteções para atacar, defender e fazer gols. A bola mede 330 mm de diâmetro.